# Atletica Villafranca
L'A.S.D. Atletica Villafranca è una società di atletica leggera, con sede a Villafranca Tirrena (Messina).

## Storia
Fondata nel 1971, la società, ha partecipato a diverse finali dei campionati di società, ottenendo nel 2014 un decimo posto alla finale B del Gruppo Tirreno maschile a Matera,, nel 2015 ad Orvieto, nel medesimo gruppo, arriva sesta, sempre al maschile e nel 2017, ad Ostia, arriva ottava. L'Atletica Villafranca è presieduta da Francesco Ripa.

## Atleti più rappresentativi
Fra gli atleti più rappresentativi troviamo Nicholas Artuso, vincitore di due Campionati italiani juniores  indoor tra il 2016 e il 2017 sulla distanza dei 60 metri piani e di un Campionato italiano promesse nel 2018 sempre nella medesima distanza. Egli inoltre vanta una partecipazione con vittoria al Golden Gala riservato alla categoria under 20 sulla distanza dei 100 metri piani con 10"65. Inoltre conquista due medaglie consecutive ai Campionati italiani juniores, nel 2016, arriva terzo sui 100 metri con 11"06 e nel 2017, arriva primo, sempre sulla distanza dei 100 metri con 10"42 (record personale). Artuso viene convocato in nazionale U20 per i Campionati europei under 20 di atletica leggera 2017 e  il 23 luglio, conquista la medaglia d'argento nella finale della staffetta 4×100 m, assieme a Filippo Tortu, Andrei Alexandru Zlatan e Mario Marchei, con il tempo di 39"50, nuovo record italiano juniores.